# Joe Tasker
Joe Tasker (Kingston upon Hull, Inglaterra; 12 de mayo de 1948 - monte Everest, 17 de mayo de 1982) fue un alpinista inglés que desarrolló su carrera deportiva entre finales de los años 1970 y comienzos de los años 1980. Falleció durante una expedición de ascenso al Everest en la primavera de 1982.

## Primeros años
Nacido en el seno de una familia católica romana en 1948, Tasker fue el segundo de diez hermanos y pasó su primera infancia en Middlesbrough. Más tarde, la familia se trasladó a Billingham y Joe asistió al seminario de Ushaw, en el condado de Durham, entre los 13 y los 20 años, para formarse como sacerdote católico. Fascinado por The Climb Up to Hell, de Jack Olsen, un libro que relata desgarradoras historias de trágicos intentos de escalar la cara norte del Eiger, empezó a escalar en una cantera cercana en 1966.
Tras abandonar el seminario, trabajó primero como basurero antes de estudiar sociología en la Universidad de Mánchester, donde participó con entusiasmo en los grupos de enlace gitano y de sopa de la Unión de Estudiantes. Durante este tiempo mejoró su técnica de escalada, pasando de la escalada en roca en Gran Bretaña a rutas más duras en los Alpes.

## Expediciones
El primer compañero de escalada habitual de Tasker fue Dick Renshaw, a quien había conocido en la universidad. Juntos escalaron la cara norte del Eiger en el invierno de 1975, a lo que siguió la primera ascensión a la arista sureste del Dunagiri (7 066 m), en el Himalaya Garhwal. Al quedarse sin comida ni combustible en el descenso, tuvieron suerte de sobrevivir, aunque Renshaw sufrió congelaciones en los dedos.
Su ascensión en 1976 a la cara oeste del Changabang (6 864 m), vecina del Dunagiri, supuso su primera colaboración con Peter Boardman, y fue ampliamente aclamada como una audaz y magnífica hazaña del alpinismo. Tasker intentó sin éxito el Nuptse con Doug Scott y Mike Covington en otoño de 1977, y Boardman y él fueron invitados a la expedición al K2 dirigida por Chris Bonington en 1978, que fue abandonada tras la muerte de Nick Estcourt en una avalancha.
En 1979, un pequeño equipo formado por Tasker, Boardman y Doug Scott ascendió al Kangchenjunga (la tercera montaña más alta del mundo, con 8 598 m) por una nueva ruta desde el noroeste (Georges Bettembourg también formaba parte del equipo, pero no llegó a la cumbre). En un segundo intento en el K2 en 1980, Tasker estuvo a punto de ser arrastrado por una avalancha y finalmente no tuvo éxito. En el invierno de 1980-1981, Tasker formó parte de un equipo de ocho hombres (con Alan Rouse, John Porter, Brian Hall, Adrian Burgess, Alan Burgess, Pete Thexton y Paul Nunn) que intentaron realizar un difícil asalto invernal a la cara oeste del Everest; el intento fracasó, pero fue relatado en el primer libro de Tasker, Everest the Cruel Way.
En 1980, Tasker conoció a Maria Coffey, la novia que escribiría sobre su dolor tras su muerte en su libro Fragile Edge. En 1981, formó parte del equipo británico que realizó la primera ascensión al Kongur Tagh (7 649 m) en China, acompañado por Chris Bonington, Peter Boardman y Alan Rouse. Desapareció con Boardman el 17 de mayo de 1982 en la arista noreste del Everest. El cuerpo de Boardman fue hallado en 1992, descansando en posición sentada justo después del segundo pináculo en la zona extremadamente difícil de los "Tres Pináculos" en la parte media de la arista noreste del Everest, pero el cuerpo de Tasker sigue desaparecido, aunque parte de su equipo de escalada se encontró entre el segundo y el tercer pináculo.
Tasker había entregado el manuscrito de su segundo libro, Savage Arena, que relataba su vida de escalador entre los años 1960 y 1980, en vísperas de su partida para la expedición británica al Everest en 1982. El libro se publicó póstumamente ese mismo año.
El Premio Boardman Tasker de Literatura de Montaña se fundó en memoria de Tasker y Boardman y se concedió por primera vez en 1983.